# Савути (аэропорт)
Аэропорт Савути (ИАТА: SVT, ИКАО: FBSV) обслуживает национальный парк Чобе в Ботсване.